# Liste des chapitres de Great Teacher Onizuka
Cet article est un complément de l’article sur le manga Great Teacher Onizuka. Il contient la liste des volumes du manga parus en presse du tome 1 au tome 25, avec les chapitres qu’ils contiennent.

## Volumes reliés

### Tomes 1 à 10
| no | Japonais          | Japonais      | Français          | Français      |
| no | Date de sortie    | ISBN          | Date de sortie    | ISBN          |
| --- | ----------------- | ------------- | ----------------- | ------------- |
| 1 | 16 mai 1997       | 4-06-312411-8 | 20 février 2001   | 2-84599-100-2 |
| Liste des chapitres : - Leçon 1 : La révélation d'Onizuka (鬼塚英吉現る, Onizuka eikichi genru) - Leçon 2 : La voie de l'enseignement (教師への道, Kyōshi e no michi) - Leçon 3 : Teacher Banzaï (教師万歳!!, Kyōshi banzai!!) - Leçon 4 : Le bonheur est dans l'appart (6畳一間の幸福, 6-Jō ikken no kōfuku) - Leçon 5 : Devenir un loup enragé (狼になりたい, Ōkami ni naritai) |                   |               |                   |               |
| 2 | 17 juillet 1997   | 4-06-312436-3 | 3 avril 2001      | 2-84599-106-1 |
| Liste des chapitres : - Leçon 6 : Un simple enseignant (いち教師鬼塚, Ichi kyōshi Onizuka) - Leçon 7 : Y'a un concours d'admission ? (教員採用試験？, Kyōin saiyō shiken?) - Leçon 8 : Le satyre du bus (バスでチカン‥？, Basu de chikan‥?) - Leçon 9 : German-souplex à donf (怒りのジャーマンスープレックス, Ikari no jāmansūpurekkusu) - Leçon 10 : Kattobi rock'n roll (・徒毘？薫狼流, Kattobi ? Kaoru ōkami-ryū) - Leçon 11 : Appliquer le german-souplex (ジャーマンをきめて‥‥, Jāman o kimete...) - Leçon 12 : Naissance du professeur Onizuka (鬼塚先生誕生！, Onizuka sensei tanjō!) - Leçon 13 : Dancing floor (ダンシングフロアー, Danshingufuroā) - Leçon 14 : Comme le national kid (ナショナルキッドのように‥‥, Nashonarukiddo no yō ni...) |                   |               |                   |               |
| 3 | 17 septembre 1997 | 4-06-312455-X | 24 avril 2001     | 2-84599-112-6 |
| Liste des chapitres : - Leçon 15 : Les ex-quatrièmes 4 (元2年4組, Moto 2 nen 4 kumi) - Leçon 16 : Le professeur martyrisé (先生いじめ, Sensei ijime) - Leçon 17 : Le martyre du professeur principal (担任いじめ, Tan'nin ijime) - Leçon 18 : Tentative d'homicide sur Onizuka (鬼塚殺害計画, Onizuka satsugai keikaku) - Leçon 19 : La bataille du game center (大ゲーセンバトル, Dai gēsenbatoru) - Leçon 20 : Avec maman (お母さんと一緒, Okāsan to issho) - Leçon 21 : Les raviolis de l'angoisse (恐怖の焼売, Kyōfu no shūmai) - Leçon 22 : Adorable Cresta (愛しのクレスタ, Aishi no kuresuta) - Leçon 23 : Virons-le (あいつをクビにしろ!!, Aitsu o kubinishiro!!) |                   |               |                   |               |
| 4 | 17 novembre 1997  | 4-06-312481-9 | 15 mai 2001       | 2-84599-117-7 |
| Liste des chapitres : - Leçon 24 : I am a student (I am a student！) - Leçon 25 : Qui est un fifils à sa maman ? (クラスで一番のマザコンはだーれ？, Kurasu de ichiban no mazakon wadāre?) - Leçon 26 : La bataille du bowling de Kichijôji (吉祥寺ボーリングウォーズ, Kichijōji bōringuu ōzu) - Leçon 27 : Saut de la mort à Baybridge (ベイブリッジ バンジー, Beiburijji banjī) - Leçon 28 : Professeur dis-qualifié (教師失格, Kyōshi shikkaku) - Leçon 29 : Le prof de gym, toujours plus haut ! (体育教師 上には上がいる, Taiiku kyōshi-jō ni wa ue ga iru) - Leçon 30 : Tomoko l'abrutie (トロトロ朋子, Torotoro Tomoko) - Leçon 31 : Aubergines et concombres (なすときゅうり, Nasu to kyūri) - Leçon 32 : La joueuse de poupée solitaire (一人ぼっちの人形あそび, Hitoribotchi no ningyō asobi)                                                                                       |                   |               |                   |               |
| 5 | 16 janvier 1998   | 4-06-312503-3 | 26 juin 2001      | 2-84599-120-7 |
| Liste des chapitres : - Leçon 33 : Le don d'aimer (愛の才能, Ao no sainō) - Leçon 34 : The audition (ザ・オーディション, Za ōdishon) - Leçon 35 : Naissance d'une star (スター誕生!!, Sutā tanjō!!) - Leçon 36 : Retraite conseillée (退職勧告, Taishoku kankoku) - Leçon 37 : Les beaux jours de Hiroshi Uchiyamada, 51 ans (内山田ひろし51歳の春, Uchiyamada Hiroshi 51-sai no haru) - Leçon 38 : Il sait tout ! (あいつは知っている!!, Aitsu wa shitte iru!!) - Leçon 39 : I love you ! (I LOVE YOU) - Leçon 40 : La première visite (初めての訪問, Hajimete no hōmon) - Leçon 41 : Tu es plus belle qu'un papillon ! (君は蝶より美しい, Kimi wa chō yori utsukushī) |                   |               |                   |               |
| 6 | 17 avril 1998     | 4-06-312538-6 | 21 août 2001      | 2-84599-125-8 |
| Liste des chapitres : - Leçon 42 : Encore et toujours des défaillances (失神 失神 また失神, Shisshin shisshin mata shisshin) - Leçon 43 : Onisuka's IQ (ONIZUKA'S IQ) - Leçon 44 : Une vie de couple idéale (夢の二人暮らし, Yume no futarigurashi) - Leçon 45 : En route vers le sommet (全国制覇への道, Zenkoku seiha e no michi) - Leçon 46 : Un deuxième esclave (2番目の奴隷, 2-Banme no dorei) - Leçon 47 : Léchez-moi les pieds (私を舐めて・, Watashi o namete) - Leçon 48 : L'examen, la lycéenne et les yakuza (テストとヤクザと女子高生, Tesuto to yakuza to mesukōsei) - Leçon 49 : Méthode pédagogique ? (教育的指導!?, Kyōiku-teki shidō!?) - Leçon 50 : Collège en péril ! (学苑最大の危機, Gakuen saidai no kiki) |                   |               |                   |               |
| 7 | 17 juin 1998      | 4-06-312559-9 | 18 septembre 2001 | 2-84599-134-7 |
| Liste des chapitres : - Leçon 51 : Le héros des infos (TVヒーロー, TV hīrō) - Leçon 52 : Enseignant pour la vie ! (生涯いち教師, Shōgai ichi kyōshi) - Leçon 53 : La sirène de tous les dangers (危ない人魚姫, Abunai ningyo hime) - Leçon 54 : L'oiseau du bonheur ? (幸福の青い鳥‥‥？, Kōfuku no aoi tori‥‥?) - Leçon 55 : L'innocente sirène (無邪気な人魚姫, Mujakina ningyo hime) - Leçon 56 : La sirène diabolique (悪魔の人魚姫, Akuma no ningyo hime) - Leçon 57 : Les rêves d'une jeune louve (狼少女が見る夢は, Ōkami shōjo ga miru yume wa) - Leçon 58 : Actes, conséquences, etc. (ドンケツ 判決 そして‥, Donketsu hanketsu soshite‥) - Leçon 59 : Le jeu de la mort (死亡遊戯, Shibō yūgi) |                   |               |                   |               |
| 8 | 17 août 1998      | 4-06-312583-1 | 23 octobre 2001   | 2-84599-137-1 |
| Liste des chapitres : - Leçon 60 : Une journée comme les autres - la vie de l'agent Toshiyuki Saejima (ある日常の記録―警官冴島俊行の場合―, Aru nichijō no kiroku ― keikan Saejima Toshiyuki no baai ―) - Leçon 61 : Le thon petit à petit (トロがト～～ロトロ, Toro ga to ~~ Ro toro) - Leçon 62 : Un cadeau pour le professeur (恩師への贈り物, Onshi e no okurimono) - Leçon 63 : Mon secret... (わたしの秘密, Watashi no himitsu) - Leçon 64 : Le cours en plein air d'Onizuka (鬼塚先生乃課外授業, Onidzuka sensei Osamu kagai jugyō) - Leçon 65 : Il faut l'élargir ! (血津乃穴御拡下露!!, Chi tsu o ana hiro mu shita tsuyu) - Leçon 66 : Le sourire d'une petite fille triste... (悲しい少女に微笑みを‥, Kanashī shōjo ni hohoemi o‥) - Leçon 67 : Ennemi mortel ! (ただ一人の天敵, Tadahitori no tenteki) - Leçon 68 : Le club des jeunes sorcières (魔女っ子倶楽部, Majokko kurabu) |                   |               |                   |               |
| 9 | 17 novembre 1998  | 4-06-312619-6 | 13 novembre 2001  | 2-84599-144-4 |
| Liste des chapitres : - Leçon 69 : Les cookies maléfiques (悪魔の毒々クッキー, Akuma no doku 々 Kukkī) - Leçon 70 : Enseignante ? (オンナ教師？, On'na kyōshi?) - Leçon 71 : Le jardin secret (とっておきの場所, Totte oki no basho) - Leçon 72 : Aimez-vous les jolies mères ? (きれいなお母ちゃんは好きですか？, Kireina okāchan wa sukidesu ka?) - Leçon 73 : Adorable Fukada (愛しの深田ちゃん・, Itoshino Fukada-chan) - Leçon 74 : Immensité et... (でっかいくせに‥, Dekkai kuse ni‥) - Leçon 75 : Son of a bitch ! (Son of a bitch!!) - Leçon 76 : Le prix du matage (のぞきの代償, Nozoki no daishō) - Leçon 77 : Il n'y a pas d'argent ? (お金がない!?, Okaneganai?) |                   |               |                   |               |
| 10 | 17 mars 1999      | 4-06-312665-X | 11 décembre 2001  | 2-84599-147-9 |
| Liste des chapitres : - Leçon 78 : Il n'y a pas d'argent ? (bis) (お金がないっ!??, Okane ga nai !??) - Leçon 79 : Lettre d'adieu (遺書, Isho) - Leçon 80 : Enquête à la tire (チャリンコ大捜査線, Charinko dai sōsa-sen) - Leçon 81 : Les masques tombent (仮面はがし, Kamen hagashi) - Leçon 82 : Comment assumer ses actes... (ケジメのつけ方, Kejime no tsuke-kata) - Leçon 83 : Traversée de rêve pour Okinawa (ああ憧れの沖縄航路, Ā akogareno Okinawa kōro) - Leçon 84 : Multiplication des revenus par 10 (所得十倍増計画, Shotoku jū baizō keikaku) - Leçon 85 : L'homme parmi les hommes (男の中の男, Otokononakanootoko) - Leçon 86 : Ne comptez que sur la chance (運だけで生きろ!?, Un dake de ikiro!?) |                   |               |                   |               |

### Tomes 11 à 20
| no | Japonais          | Japonais      | Français          | Français      |
| no | Date de sortie    | ISBN          | Date de sortie    | ISBN          |
| --- | ----------------- | ------------- | ----------------- | ------------- |
| 11 | 17 juin 1999      | 4-06-312688-9 | 15 janvier 2002   | 2-84599-154-1 |
| Liste des chapitres : - Leçon 87 : Le crash de la mercedes (ベンツ丸つぶれ, Bentsu marutsubure) - Leçon 88 : Musashi pervert club (武蔵野HENTAI倶楽部, Musashino HENTAI kurabu) - Leçon 89 : Cordes et gavage (ナワと滋養強壮, Nawa to jiyō kyōsō) - Leçon 90 : Singeries persistantes (ガンコなエンコー, Gankona enkō) - Leçon 91 : Le jour du jugement (審判の日, Shinpan no hi) - Leçon 92 : Adieu Onizuka ! (さよなら 鬼塚！, Sayonara Onizuka!) GTO - Great Toroko Oppai - (GTO～ぐれえと とろこ おっぱい) - Scène 1 : La plus grande idole du Japon (日本一のアイドル, Nihon'ichi no aidoru) - Scène 2 : Manager bogie (マネージャーブギ, Manējābugi) - Scène 3 : Préparer l'avenir - 1re partie (明日のための“その1”, Ashita no tame no “sono 1”) |                   |               |                   |               |
| 12 | 17 août 1999      | 4-06-312727-3 | 26 février 2002   | 2-84599-156-8 |
| Liste des chapitres : - Leçon 93 : La métamorphose (HEN-SHIN) - Leçon 94 : La transformation d'Azusa (あずさの変身大作戦, Azusa no henshindaisakusen) - Leçon 95 : En route pour Okinawa ! (沖縄でGo！, Okinawa de Go!) - Leçon 96 : En route pour les chambres mixtes (相部屋でGo――っ, Aibeya de Gooo) - Leçon 97 : En route pour la tortue de mer (海ガメでGo――っ, Umigame de Gooo) GTO - Great Toroko Oppai - - Scène 4 : L'agence a disparu (事務所がない！, Jimusho ga nai!) - Scène 5 : Des poils bien visibles ! (ヘア出し一番搾り, Hea dashi ichibanshibori) - Scène 6 : Le scandale Toroko (あの娘のスキャンダル！, Ano musume no sukyandaru!) - Scène 7 : Préparer l'avenir... (明日のために‥, Ashita no tame ni‥)                             |                   |               |                   |               |
| 13 | 17 novembre 1999  | 4-06-312773-7 | 19 mars 2002      | 2-84599-160-6 |
| Liste des chapitres : - Leçon 98 : En route pour la chasse au trésor ! (宝さがしでGo―！, Takara sagashi de Goo!) - Leçon 99 : En route pour l'homme-chien ! (家畜人でGo――っ, Kachikunin de Gooo) - Leçon 100 : En route pour l'aventure ! (冒険でGo――っ, Bōken de Gooo) - Leçon 101 : En route pour le grand amour ! (LOVE LOVEでGo――っ, LOVE LOVE de Gooo) - Leçon 102 : L'impossible docilité (素直になれなくて‥‥, Sunaoninarenakute‥‥) - Leçon 103 : Plan B pour Anko (杏子改造計画, Anzu kaizō keikaku) - Leçon 104 : Souffle d'une nuit de pleine lune (月夜のブルース, 月夜のブルース) - Leçon 105 : Le grand amour (LOVE LOVE LOVE) - Leçon 106 : Great Teacher Fuyutsuki... ?! (グレートティーチャー冬月‥‥!?, Gurētotīchā fuyudzuki‥‥!?)         |                   |               |                   |               |
| 14 | 17 janvier 2000   | 4-06-312791-5 | 16 avril 2002     | 2-84599-165-7 |
| Liste des chapitres : - Leçon 107 : Complainte d'une vie (人生哀歌, Jinsei aika) - Leçon 108 : Une journée comme les autres - la vie de l'agent Toshiyuki Saejima 2 (ある日常の記録―警官冴島俊行の場合2―, Aru nichijō no kiroku ― keikan Saejima Toshiyuki no baai 2) - Leçon 109 : Le retour de Teshigawara (復活の勅使河原, Fukkatsu no Teshigawara) - Leçon 110 : La jeune fille aux cheveux bleus (青い髪の少女, Aoi kami no shōjo) - Leçon 111 : Apparition d'un cas problématique ! (問題児参上, Mondaiji sanjō) - Leçon 112 : Je vais me le faire ! (？威津惡舞血殺世！, ? I Tsu waru Mai chi ya yo!) - Leçon 113 : La grande fuite (大失禁, Dai Shikkin) - Leçon 114 : L'homme qui se fit acheter (金に負けた男, Kin ni Maketa otoko)            |                   |               |                   |               |
| 15 | 14 avril 2000     | 4-06-312824-5 | 14 mai 2002       | 2-84599-170-3 |
| Liste des chapitres : - Leçon 115 : Adorable Johnny (愛しのジョニー, Itoshino jonī) - Leçon 116 : La jeune fille, la merde et les tunes (少女とウンコとM資金, Shōjo to unko to M shikin) - Leçon 117 : La jeune fille tatouée (刺青少女, Irezumi shōjo) - Leçon 118 : Soirée hard core (ハードコアパーティー, Hādokoapātī) - Leçon 119 : Explose les ténèbres (暗闇をぶっとばせ, Kurayami o buttobase) - Leçon 120 : "100 contre 1" (「100対1」, "100 Tai 1") - Leçon 121 : Les treize marches de la mort (死の13階段, Shi no 13 kaidan) - Leçon 122 : Le centième homme (100人目の男, 100 Hitome no otoko) - Leçon 123 : Compte à rebours (カウントダウン, Kauntodaun)                                                                                  |                   |               |                   |               |
| 16 | 17 juillet 2000   | 4-06-312848-2 | 16 juin 2002      | 2-84599-176-2 |
| Liste des chapitres : - Leçon 124 : Un cœur solitaire (世界で一番孤独なココロ, Sekai de ichiban kodokuna Kokoro) - Leçon 125 : Les agneaux égarés - 1 (迷える子羊達1, Mayoerukohitsuji-tachi 1) - Leçon 126 : Les agneaux égarés - 2 (迷える子羊達2, Mayoerukohitsuji-tachi 2) - Leçon 127 : L'oiseau qui ne pouvait pas voler (飛べない鳥, Tobenaitori) - Leçon 128 : Pauvre poisson tropical (淋しい熱帯魚, Samishī nettaigyo) - Leçon 129 : Les souvenirs douloureux (思い出の中の傷, Omoide no naka no kizu) - Leçon 130 : Cœur de pierre (ギ・ブ・ス, Gibusu) - Leçon 131 : Crimes et châtiments - 1 (罪と罰1, Tsumi to bachi 1) - Leçon 132 : Crimes et châtiments - 2 (罪と罰2, Tsumi to bachi 2)                                                 |                   |               |                   |               |
| 17 | 14 septembre 2000 | 4-06-312882-2 | 27 août 2002      | 2-84599-181-9 |
| Liste des chapitres : - Leçon 133 : Les larmes de l'ange (天使の涙, Tenshi no namida) - Leçon 134 : Syndrome malveillant (悪意シンドローム, Akui shindorōmu) - Leçon 135 : La mère, la fille et le message anonyme (母と娘と怪文書, Hahatoko to kaibunsho) - Leçon 136 : Retour de flammes (無情ブーメラン, Mujō būmeran) - Leçon 137 : Chimère psychédélique (妄想ジャンキー, Mōsō jankī) - Leçon 138 : Adieu, monsieur le professeur (さよなら先生, Sayonara Sensei) - Leçon 139 : La valeur de l'adversaire (その向こうの価値, Sono mukō no kachi) - Leçon 140 : Ma vie (私の人生, Watashi no jinsei) - Leçon 141 : Neige d'été (真夏のYUKI, Manatsu no YUKI)                                                                                         |                   |               |                   |               |
| 18 | 15 décembre 2000  | 4-06-312914-4 | 17 septembre 2002 | 2-84599-186-X |
| Liste des chapitres : - Leçon 142 : Nos 100 jours (僕たちの3か月半, Bokutachi no 3-kagetsu han) - Leçon 143 : Le cinquantenaire patient (中年ペイシェンス, Chūnen peishensu) - Leçon 144 : Pique-nique de jeune fille (愛娘弁当, Manamusume bentō) - Leçon 145 : La course de l'amitié - 1 (友情ドライブ1, Yūjō doraibu 1) - Leçon 146 : La course de l'amitié - 2 (友情ドライブ2, Yūjō doraibu 2) - Leçon 147 : L'arrivée de Makoto (まこと登場, Makoto tōjō) - Leçon 148 : Makoto mène l'enquête (まこと大捜査戦, Makoto dai sōsa-sen) - Leçon 149 : Hello Azusa ! (ハローあずさ, Harō Azusa) - Leçon 150 : Le mariage imaginaire (幻想ウエディング, Gensō uedingu)                                                                                    |                   |               |                   |               |
| 19 | 16 mars 2001      | 4-06-312947-0 | 15 octobre 2002   | 2-84599-189-4 |
| Liste des chapitres : - Leçon 151 : Le journal d'une cigale (蝉日記, Semi nikki) - Leçon 152 : La métamorphose (メタモルフォーゼ, Metamorufōze) - Leçon 153 : La révolution des premiers sentiments (発情革命, Hatsujō kakumei) - Leçon 154 : Les caprices de Tôdai (東大狂騒曲, Tōdai kyōsō kyoku) - Leçon 155 : Le courage d'être un nul (ゼロになる勇気, Zeroninaru yūki) - Leçon 156 : Et maintenant... (あれから‥‥, Arekara...) - Leçon 157 : Jamais deux sans... (一難去って‥‥, Ichinan satte...) |                   |               |                   |               |
| 20 | 15 juin 2001      | 4-06-312980-2 | 19 novembre 2002  | 2-84599-195-9 |
| Liste des chapitres : - Leçon 158 : Ma chambre au deuxième semestre (二学期と俺の部屋, Nigakki to ore no heya) - Leçon 159 : Le boogie des déchets (ゴミ溜めブギ!!, Gomidame bugi!!) - Leçon 160 : Le reclus à 200 points (200点ヒッキー, 200-Ten hikkī) - Leçon 161 : Le sauvetage du reclus (ヒッキー救出作戦, Hikkī kyūshutsu sakusen) - Leçon 162 : L'arme des hommes (男達の鉞, Otoko-tachi no masakari) - Leçon 163 : Bloody Aï (ブラッディー愛, Buraddī ai) - Leçon 164 : Aï et la culotte à la fraise (いちごパンティ愛, Ichigo pantī ai) |                   |               |                   |               |

### Tomes 21 à 25
| no | Japonais         | Japonais      | Français        | Français      |
| no | Date de sortie   | ISBN          | Date de sortie  | ISBN          |
| --- | ---------------- | ------------- | --------------- | ------------- |
| 21 | 10 août 2001     | 4-06-313006-1 | 3 décembre 2002 | 2-84599-201-7 |
| Liste des chapitres : - Leçon 165 : Le club des monstres (鬼畜CLUB, Kichiku CLUB) - Leçon 166 : Les larmes de l'ange (天使の涙, Tenshi no namida) - Leçon 167 : La vengeance de l'ange (天使の復讐, Tenshi no fukushū) - Leçon 168 : Le liquide doré de l'ange (天使の黄金水, Tenshi no koganemizu) - Leçon 169 : Celle qui ne savait lire que les manuels scolaires (教科書どおりのことしか言えないくせに, Kyōkasho-dōri no koto shika ienai kuse ni) - Leçon 170 : Les "raisons" d'Azusa (あずさの“理由”, Azusa no "riyū") - Leçon 171 : La fessée de l'ange (天使におしおき, Tenshi ni oshioki) - Leçon 172 : L'ange aux ailes coupées (翼の折れた天使, Tsubasa no reta tenshi) |                  |               |                 |               |
| 22 | 16 novembre 2001 | 4-06-313041-X | 14 janvier 2003 | 2-84599-208-4 |
| Liste des chapitres : - Leçon 173 : Fille et garçon (オンナのコ オトコのコ, On'na no ko otoko no ko) - Leçon 174 : La patrouille des anges (天使軍団, Tenshi gundan) - Leçon 175 : Une journée comme les autres - la vie de l'agent Toshiyuki Saejima 3 (ある日常の記録―警官冴島俊行の場合3―, Aru nichijō no kiroku ― keikan Saejima Toshiyuki no bāi 3 ―) - Leçon 176 : Mon copain aime les jeux vidéo (あたしのカレはゲーム好き, Atashi no kare wa gēmu suki) - Leçon 177 : Histoire d'une nuit d'été (真夏の夜の物語, Manatsu no yoru no monogatari) - Leçon 178 : Fête d'été (夏祭り, Natsu matsuri) - Leçon 179 : 5 cm de plus (5cmの向こう側, 5cm no mukō-gawa) - Leçon 180 : The end of summer 1 (the END of Summer 1) - Leçon 181 : The end of summer 2 (the END of Summer 2) |                  |               |                 |               |
| 23 | 15 mars 2002     | 4-06-313073-8 | 25 février 2003 | 2-84599-213-0 |
| Liste des chapitres : - Leçon 182 : En route pour la prise d'otage (誘拐でGo――っ, Yūkai de Gooo) - Leçon 183 : Papa... et maman aussi... (トオサンモ‥カアサンモ‥, Tōsanmo.. kāsanmo) - Leçon 184 : La peur des souvenirs (思い出テロル, Omoide teroru) - Leçon 185 : Un heureux dénouement matinal (ソレハ ヨク晴レタ 朝ノデキゴトデ‥‥, Soreha yoku hare reta asa nodekigotode...) - Leçon 186 : Sur un petit nuage (空ノ中ノ心ノカタチ, Sora no Nakano kokoro no katachi) - Leçon 187 : Où en est-elle? (彼女ノ事情, Kanojo no jijō) - Leçon 188 : Friends (Friends) |                  |               |                 |               |
| 24 | 17 avril 2002    | 4-06-313097-5 | 18 mars 2003    | 2-84599-224-6 |
| Liste des chapitres : - Leçon 189 : Heaven's gate (Heaven's gate) - Leçon 190 : L'IRM et la jarretelle (MRIとガーターベルト, MRI to gātāberuto) - Leçon 191 : Qu'est ce que tu ferais si elle te jette ? (あの人に捨てられたら君はどうするんだろう？, Ano hito ni sute raretara kimi wa dō suru ndarō ?) - Leçon 192 : Le décompte des anges (天使の誤算, Tenshi no gosan) - Leçon 193 : La sale blague de l'ange (天使の悪戯, Tenshi no itazura) - Leçon 194 : Ce soir encore, cherchons l'amour... (今夜も愛を探して, Kon'ya mo ai o sagashite) - Leçon 195 : Lamentation (慟哭, Dōkoku) |                  |               |                 |               |
| 25 | 17 avril 2002    | 4-06-313098-3 | 22 avril 2003   | 2-84599-231-9 |
| Liste des chapitres : - Leçon 196 : Sayonara (SAYONARA) - Leçon 197 : Donnez-moi des ailes (翼をください, Tsubasa o kudasai) - Leçon 198 : Good luck and good bye (グッドラック アンド グッバイ, Guddoraku Ando Gubbai) - Leçon 199 : Ce que je peux faire pour toi (君のためにできること, Kimi no tame ni dekiru koto) - Leçon 200 : Forever (Forever) - Tôru Fujisawa a mangé ça ! Spécial mangado - explosion d'émotion pour un crabe (こんなモン食ってきた!!スペシャル 藤沢とおるのまんが道～爆裂やしがに旅情編～, Kon'na mon kuttekita !! supesharu Fujisawa Tōru no mangadō ～ bakuretsuyashiga ni ryojōhen ～) |                  |               |                 |               |